# Rally de Portugal de 2023
El Rally de Portugal de 2023, oficialmente 56.º Vodafone Rally de Portugal, fue la quincuagésima sexta edición, la quinta ronda de la temporada 2023 del Campeonato Mundial de Rally y la cuarta del Campeonato de Portugal de Rally. Se celebró del 11 al 14 de mayo y contó con un itinerario de diecinueve tramos sobre tierra que sumaban un total de 329,06 km cronometrados. Fue también la quinta ronda de los campeonatos WRC-2 y WRC-3.
El ganador de la prueba fue el atual campeón defensor Kalle Rovanperä quien repitió la victoria del año anterior y corto una racha de siete ganadores diferentes en siete ediciones del Rally de Portugal. Rovanperä tomó la punta del rallye en la jornada vespertina del viernes, cimentando su victoria en la mañana del sábado al volar sobre la tierra portuguesa, logrando así su primera victoria de la temporada. La segunda posición fue a parar al piloto español del Hyundai Shell Mobis WRT, Dani Sordo quien logró liderar efimeramente la prueba y luegó luchó por la victoria hasta que no pudo seguir el ritmo de Rovanperä. La última posición del podio fue a parar al otro piloto de Hyundai, Esapekka Lappi quien logró su segundo podio con la escuadra surcoreana, además de lograr por segunda vez en su carrera dos podios de manera consecutiva.
En el WRC-2, Gus Greensmith se impuzó en una categoría plagada de pilotos competitivos, Greensmith se situó desde la jornada del viernes en la segunda posición, manteniéndose así hasta la manaña del domingo en la cual se sancionó a Oliver Solberg quedando punteró y lograndó la victoria final por el escazó margen de 1.2 segundos sobre Solberg. Solberg por su parte fue líder la mayor parte del rallye, hasta la sanción, fue sancionado por hacer "donuts" después de cruzar la meta y entre la zona de control de tiempo, en su descargo Solberg y su copiloto reconocieron su error aceptando la penalización de un minuto que le quitó el liderato. La última posición del podio fue a parar al noruego Andreas Mikkelsen, quien en su primer rallye mundialista sobre el Škoda Fabia RS Rally2 que el ayudo a desarrollar, terminó en la tercera posición.
En el WRC-3 el ganador de la prueba fue el joven finés Roope Korhonen quien en un rallye de solo dos competidores se impuzó sin mayor dificultad a su compatriota Toni Herranen.

## Lista de inscritos
| Num.                       | Piloto                    | Copiloto                 | Automóvil                | Equipo                           | Neu.                     |
| World Rally Championship   | World Rally Championship  | World Rally Championship | World Rally Championship | World Rally Championship         | World Rally Championship |
| -------------------------- | ------------------------- | ------------------------ | ------------------------ | -------------------------------- | ------------------------ |
| 4                          | Esapekka Lappi            | Janne Ferm               | Hyundai i20 N Rally1     | Hyundai Shell Mobis WRT          | P                        |
| 6                          | Dani Sordo                | Cándido Carrera          | Hyundai i20 N Rally1     | Hyundai Shell Mobis WRT          | P                        |
| 7                          | Pierre-Louis Loubet       | Nicolas Gilsoul          | Ford Puma Rally1         | M-Sport Ford WRT                 | P                        |
| 8                          | Ott Tänak                 | Martin Järveoja          | Ford Puma Rally1         | M-Sport Ford WRT                 | P                        |
| 11                         | Thierry Neuville          | Martijn Wydaeghe         | Hyundai i20 N Rally1     | Hyundai Shell Mobis WRT          | P                        |
| 18                         | Takamoto Katsuta          | Aaron Johnston           | Toyota GR Yaris Rally1   | Toyota Gazoo Racing WRT          | P                        |
| 33                         | Elfyn Evans               | Scott Martin             | Toyota GR Yaris Rally1   | Toyota Gazoo Racing WRT          | P                        |
| 69                         | Kalle Rovanperä           | Jonne Halttunen          | Toyota GR Yaris Rally1   | Toyota Gazoo Racing WRT          | P                        |
| World Rally Championship 2 |                           |                          |                          |                                  |                          |
| 20                         | Gus Greensmith            | Jonas Andersson          | Škoda Fabia RS Rally2    | Toksport WRT 3                   | P                        |
| 21                         | Oliver Solberg            | Elliott Edmondson        | Škoda Fabia RS Rally2    | Oliver Solberg                   | P                        |
| 23                         | Teemu Suninen             | Mikko Markkula           | Hyundai i20 N Rally2     | Hyundai Motorsport N             | P                        |
| 24                         | Andreas Mikkelsen         | Torstein Eriksen         | Škoda Fabia RS Rally2    | Toksport WRT 3                   | P                        |
| 25                         | Adrien Fourmaux           | Alexandre Coria          | Ford Fiesta Rally2       | M-Sport Ford WRT                 | P                        |
| 26                         | Yohan Rossel              | Arnaud Dunand            | Citroën C3 Rally2        | PH Sport                         | P                        |
| 27                         | Fabrizio Zaldivar         | Marcelo Der Ohannesian   | Hyundai i20 N Rally2     | Hyundai Motorsport N             | P                        |
| 28                         | Grégoire Munster          | Louis Louka              | Ford Fiesta Rally2       | M-Sport Ford WRT                 | P                        |
| 29                         | Robert Virves             | Hugo Magalhães           | Ford Fiesta Rally2       | Robert Virves                    | P                        |
| 30                         | Georg Linnamäe            | James Morgan             | Hyundai i20 N Rally2     | Georg Linnamäe                   | P                        |
| 32                         | Lauri Joona               | Tuukka Shemeikka         | Škoda Fabia Rally2 evo   | Lauri Joona                      | P                        |
| 34                         | Alejandro Cachón          | "Jandrín"                | Citroën C3 Rally2        | Alejandro Cachón                 | P                        |
| 35                         | Marco Bulacia             | Diego Vallejo            | Škoda Fabia RS Rally2    | Toksport WRT 2                   | P                        |
| 36                         | Armindo Araújo            | Luís Ramalho             | Škoda Fabia Rally2 evo   | Armindo Araújo                   | P                        |
| 37                         | Josh McErlean             | John Rowan               | Hyundai i20 N Rally2     | Motorsport Ireland Rally Academy | P                        |
| 38                         | Erik Cais                 | Petr Těšínský            | Škoda Fabia RS Rally2    | Erik Cais                        | P                        |
| 39                         | Alberto Heller            | Luis Ernesto Allende     | Citroën C3 Rally2        | Alberto Heller                   | P                        |
| 40                         | Emilio Fernández          | Borja Rozada             | Škoda Fabia Rally2 evo   | Emilio Fernández                 | P                        |
| 41                         | Eamonn Kelly              | Conor Mohan              | Hyundai i20 N Rally2     | Motorsport Ireland Rally Academy | P                        |
| 44                         | Miguel Correia            | Jorge Eduardo Carvalho   | Škoda Fabia Rally2 evo   | Miguel Correia                   | P                        |
| 45                         | Ricardo Teodósio          | José Teixeira            | Hyundai i20 N Rally2     | Ricardo Teodósio                 | P                        |
| 46                         | Bruno Bulacia             | Axel Coronado Jiménez    | Škoda Fabia Rally2 evo   | Bruno Bulacia                    | P                        |
| 47                         | Mikołaj Marczyk           | Szymon Gospodarczyk      | Škoda Fabia RS Rally2    | Mikołaj Marczyk                  | P                        |
| 48                         | Armin Kremer              | Timo Gottschalk          | Škoda Fabia RS Rally2    | Armin Kremer                     | P                        |
| 49                         | Rakan Al-Rashed           | Dale Moscatt             | Škoda Fabia RS Rally2    | Rakan Al-Rashed                  | P                        |
| 50                         | Enrico Oldrati            | Elia De Guio             | Škoda Fabia Rally2 evo   | Enrico Oldrati                   | P                        |
| 51                         | Miguel Zaldivar Sr        | José Luis Díaz           | Hyundai i20 N Rally2     | Miguel Zaldivar Sr               | P                        |
| 52                         | Alexander Villanueva      | José Murado González     | Škoda Fabia RS           | Alexander Villanueva             | P                        |
| 53                         | Eduardo Castro            | Fernando Mussano         | Škoda Fabia Rally2 evo   | Eduardo Castro                   | P                        |
| 54                         | José Pedro Fontes         | Inês Ponte               | Citroën C3 Rally2        | José Pedro Fontes                | P                        |
| 55                         | Bernardo Sousa            | José Janela              | Citroën C3 Rally2        | Bernardo Sousa                   | P                        |
| 56                         | Norbert Herczig           | Ramón Ferencz            | Škoda Fabia Rally2 evo   | Norbert Herczig                  | P                        |
| 57                         | Gregor Jeets              | Timo Taniel              | Hyundai i20 N Rally2     | Gregor Jeets                     | P                        |
| 58                         | Pedro Almeida             | Mário Castro             | Škoda Fabia Rally2 evo   | Pedro Almeida                    | P                        |
| 59                         | Pedro Meireles            | Pedro Alves              | Hyundai i20 N Rally2     | Pedro Meireles                   | P                        |
| 60                         | Lucas Simões              | Nuno Almeida             | Ford Fiesta Rally2       | Lucas Simões                     | P                        |
| 61                         | Diogo Salvi               | António Costa            | Škoda Fabia R5           | Diogo Salvi                      | P                        |
| 62                         | Paulo Caldeira            | Ana Gonçalves            | Citroën C3 Rally2        | Paulo Caldeira                   | P                        |
| 63                         | Francisco Teixeira        | João Serôdio             | Škoda Fabia Rally2 evo   | Francisco Teixeira               | P                        |
| 64                         | Nuno Pinto                | João Jardim Pereira      | Citroën C3 Rally2        | Nuno Pinto                       | P                        |
| 65                         | Nasser Khalifa Al-Attiyah | Giovanni Bernacchini     | Ford Fiesta Rally2       | Nasser Khalifa Al-Attiyah        | P                        |
| 66                         | Miguel Díaz-Aboitiz       | Rodrigo Sanjuan          | Škoda Fabia Rally2 evo   | Miguel Díaz-Aboitiz              | P                        |
| 67                         | Luciano Cobbe             | Roberto Mometti          | Škoda Fabia Rally2 evo   | Luciano Cobbe                    | P                        |
| 68                         | Kris Meeke                | James Fulton             | Hyundai i20 N Rally2     | Sports & You                     | P                        |
| World Rally Championship 3 |                           |                          |                          |                                  |                          |
| 70                         | Roope Korhonen            | Anssi Viinikka           | Ford Fiesta Rally3       | Roope Korhonen                   | P                        |
| 71                         | Toni Herranen             | Mikko Lukka              | Ford Fiesta Rally3       | Toni Herranen                    | P                        |
| Fuente: ewrc-results.com   |                           |                          |                          |                                  |                          |

## Itinerario
| Día                      | Tramo | Nombre               | Distancia | Ganador             | Tiempo  | Líder de la general |
| ------------------------ | ----- | -------------------- | --------- | ------------------- | ------- | ------------------- |
| Día 1 (11 de mayo)       | —     | Baltar (Shakedown)   | 4,61 km   | Elfyn Evans         | 2:53.4  | —                   |
| Día 2 (12 de mayo)       | SS1   | Lousã 1              | 12,03 km  | Pierre-Louis Loubet | 9:02.7  | Pierre-Louis Loubet |
| Día 2 (12 de mayo)       | SS2   | Góis 1               | 19,33 km  | Ott Tänak           | 12:59.3 | Ott Tänak           |
| Día 2 (12 de mayo)       | SS3   | Arganil 1            | 18,72 km  | Kalle Rovanperä     | 11:49.3 | Ott Tänak           |
| Día 2 (12 de mayo)       | SS4   | Lousã 2              | 12,03 km  | Esapekka Lappi      | 8:56.3  | Dani Sordo          |
| Día 2 (12 de mayo)       | SS5   | Góis 2               | 19,33 km  | Kalle Rovanperä     | 13:03.9 | Kalle Rovanperä     |
| Día 2 (12 de mayo)       | SS6   | Arganil 2            | 18,72 km  | Kalle Rovanperä     | 11:53.8 | Kalle Rovanperä     |
| Día 2 (12 de mayo)       | SS7   | Mortágua             | 18,15 km  | Esapekka Lappi      | 11:56.7 | Kalle Rovanperä     |
| Día 2 (12 de mayo)       | SS8   | SSS Figueira da Foz  | 2,28 km   | Dani Sordo          | 2:29.8  | Kalle Rovanperä     |
| Día 3 (13 de mayo)       | SS9   | Vieira do Minho 1    | 26,61 km  | Kalle Rovanperä     | 16:50.6 | Kalle Rovanperä     |
| Día 3 (13 de mayo)       | SS10  | Amarante 1           | 37,24 km  | Kalle Rovanperä     | 24:33.3 | Kalle Rovanperä     |
| Día 3 (13 de mayo)       | SS11  | Felgueiras 1         | 8,91 km   | Kalle Rovanperä     | 5:57.3  | Kalle Rovanperä     |
| Día 3 (13 de mayo)       | SS12  | Vieira do Minho 2    | 26,61 km  | Kalle Rovanperä     | 16:54.1 | Kalle Rovanperä     |
| Día 3 (13 de mayo)       | SS13  | Amarante 2           | 37,24 km  | Dani Sordo          | 24:31.2 | Kalle Rovanperä     |
| Día 3 (13 de mayo)       | SS14  | Felgueiras 2         | 8,91 km   | Kalle Rovanperä     | 5:57.3  | Kalle Rovanperä     |
| Día 3 (13 de mayo)       | SS15  | SSS Lousada          | 3,36 km   | Dani Sordo          | 2:34.5  | Kalle Rovanperä     |
| Día 4 (14 de mayo)       | SS16  | Paredes              | 15,00 km  | Takamoto Katsuta    | 8:02.9  | Kalle Rovanperä     |
| Día 4 (14 de mayo)       | SS17  | Fafe 1               | 11,18 km  | Kalle Rovanperä     | 6:42.1  | Kalle Rovanperä     |
| Día 4 (14 de mayo)       | SS18  | Cabeceiras de Basto  | 22,23 km  | Ott Tänak           | 13:48.5 | Kalle Rovanperä     |
| Día 4 (14 de mayo)       | SS19  | Fafe 2 (Power Stage) | 11,18 km  | Kalle Rovanperä     | 6:26.5  | Kalle Rovanperä     |
| Fuente: ewrc-results.com |       |                      |           |                     |         |                     |

### Power stage
El power stage es un tramo de 11,18 km. Se otorgaron puntos adicionales a los cinco más rápidos.
| Pos. | Piloto           | Copiloto        | Coche                  | Tiempo | Puntos |
| ---- | ---------------- | --------------- | ---------------------- | ------ | ------ |
| 1.   | Kalle Rovanperä  | Jonne Halttunen | Toyota GR Yaris Rally1 | 6:26.5 | 5      |
| 2.   | Ott Tänak        | Martin Järveoja | Ford Puma Rally1       | +0.7   | 4      |
| 3.   | Esapekka Lappi   | Janne Ferm      | Hyundai i20 N Rally1   | +2.5   | 3      |
| 4.   | Takamoto Katsuta | Aaron Johnston  | Toyota GR Yaris Rally1 | +3.0   | 2      |
| 5.   | Dani Sordo       | Cándido Carrera | Hyundai i20 N Rally1   | +6.9   | 1      |

## Clasificación final
| World Rally Championship   | World Rally Championship | World Rally Championship | World Rally Championship | World Rally Championship         | World Rally Championship | World Rally Championship | World Rally Championship |
| Pos.                       | Piloto                   | Copiloto                 | Automóvil                | Equipo                           | Neumático                | Tiempo                   | Puntos                   |
| -------------------------- | ------------------------ | ------------------------ | ------------------------ | -------------------------------- | ------------------------ | ------------------------ | ------------------------ |
| 1                          | Kalle Rovanperä          | Jonne Halttunen          | Toyota GR Yaris Rally1   | Toyota Gazoo Racing WRT          | P                        | 3:35:11.7                | 25                       |
| 2                          | Dani Sordo               | Cándido Carrera          | Hyundai i20 N Rally1     | Hyundai Shell Mobis WRT          | P                        | +54.7                    | 18                       |
| 3                          | Esapekka Lappi           | Janne Ferm               | Hyundai i20 N Rally1     | Hyundai Shell Mobis WRT          | P                        | +1:20.3                  | 15                       |
| 4                          | Ott Tänak                | Martin Järveoja          | Ford Puma Rally1         | M-Sport Ford WRT                 | P                        | +2:04.1                  | 12                       |
| 5                          | Thierry Neuville         | Martijn Wydaeghe         | Hyundai i20 N Rally1     | Hyundai Shell Mobis WRT          | P                        | +8:22.5                  | 10                       |
| 6                          | Gus Greensmith           | Jonas Andersson          | Škoda Fabia RS Rally2    | Toksport WRT 3                   | P                        | +9:43.4                  | 8                        |
| 7                          | Oliver Solberg           | Elliott Edmondson        | Škoda Fabia RS Rally2    | Oliver Solberg                   | P                        | +9:44.6                  | 6                        |
| 8                          | Andreas Mikkelsen        | Torstein Eriksen         | Škoda Fabia RS Rally2    | Toksport WRT 3                   | P                        | +10:26.4                 | 4                        |
| 9                          | Yohan Rossel             | Arnaud Dunand            | Citroën C3 Rally2        | PH Sport                         | P                        | +11:33.2                 | 2                        |
| 10                         | Teemu Suninen            | Mikko Markkula           | Hyundai i20 N Rally2     | Hyundai Motorsport N             | P                        | +12:16.3                 | 1                        |
| World Rally Championship 2 |                          |                          |                          |                                  |                          |                          |                          |
| 1 (6.)                     | Gus Greensmith           | Jonas Andersson          | Škoda Fabia RS Rally2    | Toksport WRT 3                   | P                        | 3:44:55.1                | 25                       |
| 2 (7.)                     | Oliver Solberg           | Elliott Edmondson        | Škoda Fabia RS Rally2    | Oliver Solberg                   | P                        | +1.2                     | 18                       |
| 3 (8.)                     | Andreas Mikkelsen        | Torstein Eriksen         | Škoda Fabia RS Rally2    | Toksport WRT 3                   | P                        | +43.0                    | 15                       |
| 4 (9.)                     | Yohan Rossel             | Arnaud Dunand            | Citroën C3 Rally2        | PH Sport                         | P                        | +1:49.8                  | 12                       |
| 5 (10.)                    | Teemu Suninen            | Mikko Markkula           | Hyundai i20 N Rally2     | Hyundai Motorsport N             | P                        | +2:32.9                  | 10                       |
| 6 (11.)                    | Marco Bulacia            | Diego Vallejo            | Škoda Fabia RS Rally2    | Toksport WRT 2                   | P                        | +3:07.3                  | 8                        |
| 7 (12.)                    | Josh McErlean            | John Rowan               | Hyundai i20 N Rally2     | Motorsport Ireland Rally Academy | P                        | +5:08.3                  | 6                        |
| 8 (13.)                    | Emilio Fernández         | Borja Rozada             | Škoda Fabia Rally2 evo   | Emilio Fernández                 | P                        | +5:17.8                  | 4                        |
| 9 (14.)                    | Mikołaj Marczyk          | Szymon Gospodarczyk      | Škoda Fabia RS Rally2    | Mikołaj Marczyk                  | P                        | +5:32.0                  | 2                        |
| 10 (15.)                   | Adrien Fourmaux          | Alexandre Coria          | Ford Fiesta Rally2       | M-Sport Ford WRT                 | P                        | +6:43.1                  | 1                        |
| World Rally Championship 3 |                          |                          |                          |                                  |                          |                          |                          |
| 1 (21.)                    | Roope Korhonen           | Anssi Viinikka           | Ford Fiesta Rally3       | Roope Korhonen                   | P                        | 4:11:51.5                | 25                       |
| 2 (44.)                    | Toni Herranen            | Mikko Lukka              | Ford Fiesta Rally3       | Toni Herranen                    | P                        | +1:19:37.4               | 18                       |
| Fuente: ewrc-results.com   |                          |                          |                          |                                  |                          |                          |                          |

## Clasificaciones tras el rally
| Posición | Piloto           | Puntos | Cambios de posición |
| -------- | ---------------- | ------ | ------------------- |
| 1        | Kalle Rovanperä  | 98     | Crecimiento         |
| 2        | Ott Tänak        | 81     | Crecimiento         |
| 3        | Sébastien Ogier  | 69     | Decrecimiento       |
| 4        | Elfyn Evans      | 69     | Decrecimiento       |
| 5        | Thierry Neuville | 68     | Sin cambios         |

| Posición | Equipo                  | Puntos | Cambios de posición |
| -------- | ----------------------- | ------ | ------------------- |
| 1        | Toyota Gazoo Racing WRT | 201    | Sin cambios         |
| 2        | Hyundai Shell Mobis WRT | 169    | Sin cambios         |
| 3        | M-Sport Ford WRT        | 134    | Sin cambios         |